# Brezuljevke
Brezuljevke (lat. Burseraceae), biljna porodica iz reda sapindolike kojoj pripada 19 rodova s preko 680 vrsta.
Porodica je dobila ime po rodu Bursera, a raširena je po tropskim područjima Afrike, Amerike i Azije.

## Tribusi i rodovi
1. Tribus Beiselieae Thulin
  1. Beiselia Forman (1 sp.)
2. Tribus Protieae Marchand
  1. Tetragastris Gaertn. (7 spp.)
  2. Crepidospermum Hook. fil. (6 spp.)
  3. Protium Burm. fil. (137 spp.)
3. Tribus Bursereae DC.
  1. Aucoumea Pierre (1 sp.)
  2. Bursera Jacq. ex L. (122 spp.)
  3. Commiphora Jacq. (170 spp.)
4. Tribus Canarieae Engl.
  1. Subtribus Garuginae Engl.
    1. Boswellia Roxb. ex Colebr. (22 spp.)
    2. Triomma Hook. fil. (1 sp.)
    3. Garuga Roxb. (4 spp.)

  2. Subtribus Canariinae Eddie ex Reveal
    1. Pachylobus G. Don (19 spp.)
    2. Pseudodacryodes Pierlot (1 sp.)
    3. Santiria Blume (16 spp.)
    4. Haplolobus H. J. Lam (29 spp.)
    5. Dacryodes Vahl (70 spp.)
    6. Canarium L. (123 spp.)
    7. Trattinnickia Willd. (20 spp.)
    8. Rosselia Forman (1 sp.)
    9. Ambilobea Thulin, Beier & Razafim. (1 sp.)
    10. Scutinanthe Thwaites (2 spp.)

## Ugrožene vrste
1. Bursera hollickii[2]
2. Canarium kipella[2]
3. Canarium paniculatum[2]
4. Canarium whitei kritično[2]
5. Commiphora wightii kritično[2]
6. Dacryodes colombiana[2]